# Gustaw Zieliński

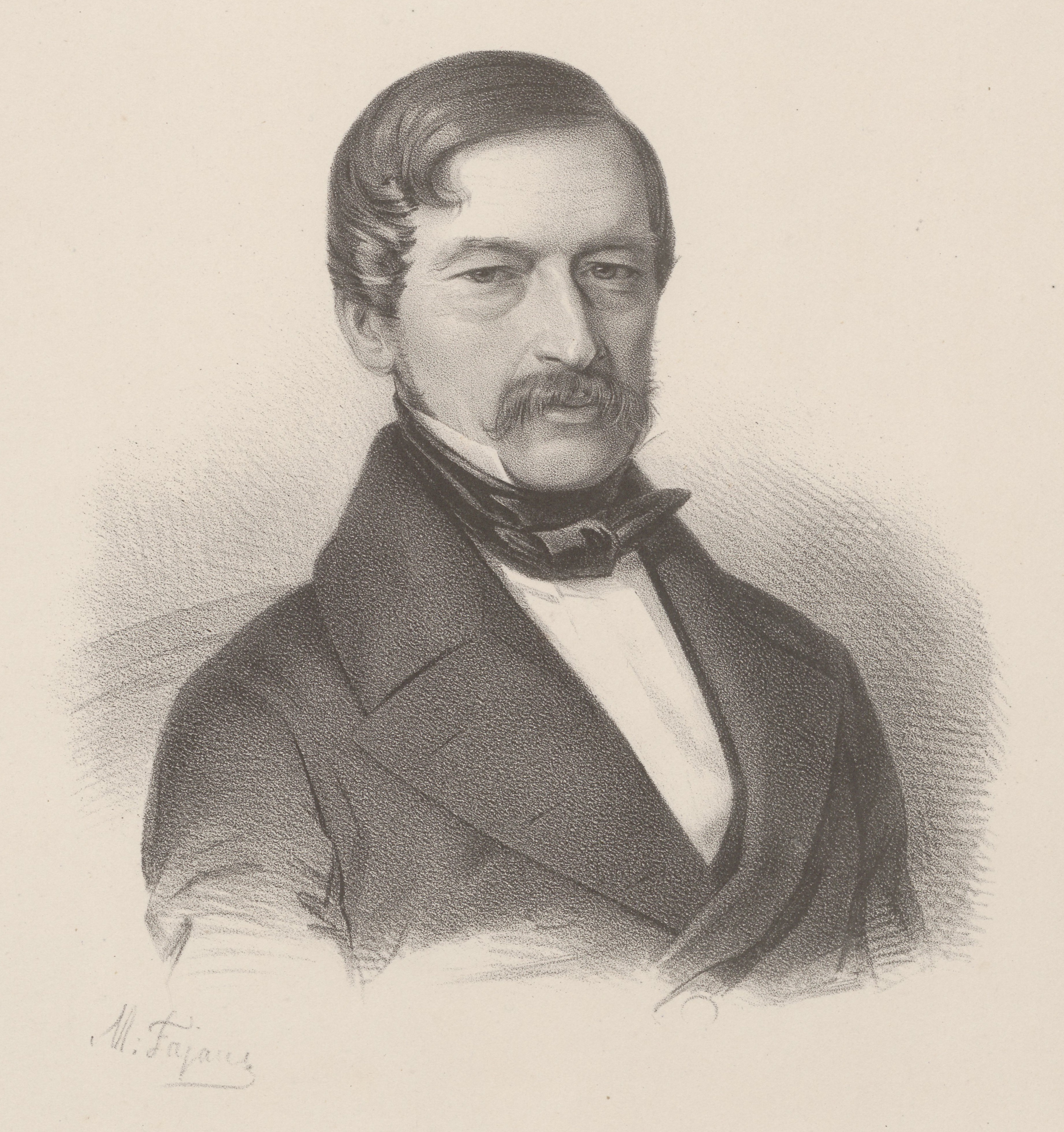
Gustaw Zieliński

Gustaw Zieliński (* 1. Januar 1809 in Markowice; † 23. November 1881 in Skępe) war ein polnischer Schriftsteller.
Zieliński war der Sohn eines Generals in der Armee von Tadeusz Kościuszko. Er besuchte die Piaristenschule in Warschau und die Provinzschule in Płock und studierte von 1827 bis 1830 Jura an der Universität Warschau. Er nahm als Gefreiter am Novemberaufstand teil und wurde nach der Schlacht um Warschau zum Offizier befördert. Er ging mit der Armee des Generals Maciej Rybiński nach Preußen.

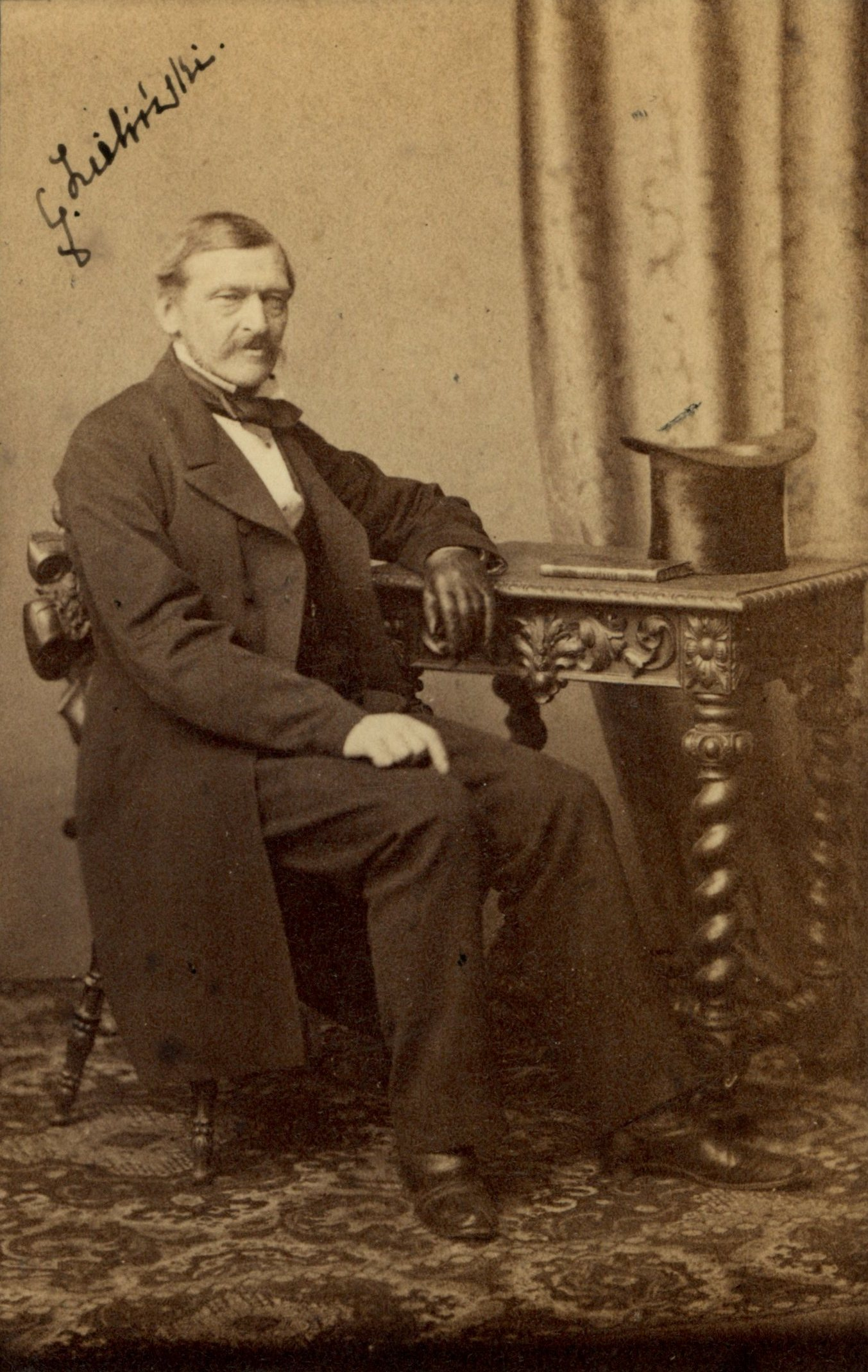
Gustaw Zieliński, 1860r.

Nach einer Amnestie kehrte er nach Polen zurück und pachtete einen Bauernhof in Kierż. Hier begann er seine literarische Tätigkeit. Wegen seiner Kontakte zu den Partisanentruppen Adam Zawiszas wurde er verhaftet und nach Tobolsk, später nach Iszym deportiert. 1842 kehrte er nach Polen zurück und übernahm die Verwaltung seiner und der Güter seines Onkels. Er schloss sich dem literarischen Zirkel in Warschau an und wurde 1848 Herausgeber der Biblioteka Warszawska.
Mit Ludwik Norwid unternahm er 1847 eine Reise nach Paris und Italien. 1858 wurde er Mitglied des Towarzystwo Rolnicze (Landwirtschaftsgesellschaft). Während des Januaraufstands 1863–64, den er ablehnte, verließ er Polen. Danach baute er eine wertvolle Büchersammlung auf, die den Grundstock der Bibliothek des Towarzystwo Naukowe w Toruniu bildete. Im Jahr 1879 besuchte er Teofil Lenartowicz in Florenz.
Zieliński verfasste Artikel für die Orgelbrand-Enzyklopädie und die Landwirtschafts-Enzyklopädie. Sein bedeutendstes literarisches Werk ist das Poem Kirgiz. Es erschien 1842 und wurde ins Russische, Deutsche, Tschechische, Italienische, Englische und Kasachische übersetzt. Weitere Werke sind Samobójca (1835), Stepy (1856), das Schauspiel Czarnoksiężnik Twardowski (1856) und der posthum 1910 erschienene Roman Manuela.